# Кабатова, Елена Витальевна
Елена Витальевна Кабатова (31 июля 1951, Москва — 12 января 2022) — советский и российский юрист, специалист по международному гражданскому праву; выпускница МГИМО (1973); кандидат юридических наук с диссертацией о лизинге в гражданском праве «буржуазных» государств (1981); научный сотрудник Института государства и права РАН; профессор кафедры международного частного и гражданского права международно-правового факультета МГИМО; автор статей в «Юридической энциклопедии» (2001); арбитр Международного коммерческого арбитражного суда при ТПП РФ; третейский судья при ММВБ.

## Работы
Елена Кабатова — автор и соавтор нескольких десятков научных публикаций, включая несколько монографий; она специализировалась, в основном, на проблемах лизинга и вопросах международного частного и гражданского права:
- Лизинг: понятие, правовое регулирование, международная унификация / Е. В. Кабатова; АН СССР, Ин-т государства и права. — М. : Наука, 1991. — 130 с.; 17 см. — (Юридические науки).; ISBN 5-02-012950-X
- Лизинг : Правовое регулирование, практика / Е. В. Кабатова. — Москва : ИНФРА-М, 1998. — 203 с. : табл.; 20 см. — (Библиотека журнала «Консультант директора»).; ISBN 5-86225-301-7
- Международное частное право: Учебник. В 2-х т. Т.1. Общая часть. / С. Н. Лебедев, Е. В. Кабатова. — Москва: Статут, 2008. — 400 с.
- Актуальные проблемы международного частного и гражданского права [Текст] : сборник статей по итогам международных конференций / Московский государственный институт международных отношений (университет) Министерства иностранных дел Российской Федерации, Информационный центр Гаагской конференции по международному частному праву, Кафедра международного частного и гражданского права; под редакцией Е. В. Кабатовой [и др.]. — Москва : МГИМО-Университет, 2016. — 254 с.; 20 см; ISBN 978-5-9228-1619-9.
- Кабатова Е. В. Новый этап развития Российского международного частного права / Е. В. Кабатова // Российский ежегодник международного права 2003. — СПб., 2003. — С. 122—131.
- Кабатова Е. В. Соглашение акционеров: вопросы применения российского и иностранного права / Е. В. Кабатова // Вестник гражданского права. — 2009. — № 2. — С. 200—208.